# Wilson Fisk (Universo cinematográfico de Marvel)
Wilson Fisk es un personaje ficticio interpretado por Vincent D'Onofrio en la franquicia de medios del Universo cinematográfico de Marvel (UCM), basada en el personaje de Marvel Comics personaje del mismo nombre. Presentado como un poderoso jefe criminal y hombre de negocios apodado Kingpin, Fisk se enfrenta al justiciero Daredevil, que busca exponer sus actividades.
Fisk ha tenido múltiples asociaciones, habiéndose aliado con Eleanor Bishop, Kazi Kazimierczak y Benjamin Poindexter, y fue mentor de su sobrina adoptiva Maya Lopez. También se casó con Vanessa Fisk, y se convirtió en el Alcalde de la Ciudad de Nueva York. Sus actividades criminales han llamado la atención de otros superhéroes y justicieros, incluidos Frank Castle, Clint Barton, Kate Bishop y Jack Duquesne.
D'Onofrio apareció por primera vez como el personaje en la serie de Netflix Daredevil (2015-2018), producida por Marvel Television. Posteriormente, apareció en las series de Disney+ Hawkeye (2021), Echo (2024) y Daredevil: Born Again (2025-presente), todas producidas por Marvel Studios. Su interpretación como Fisk ha sido elogiada por la crítica, obteniendo una nominación al Premio Saturn en 2016.

## Casting y caracterización
Vincent D'Onofrio, quien fue elegido como Wilson Fisk en junio de 2014, declaró que esperaba que su interpretación de Fisk fuera una nueva forma de ver al personaje, y que sería la interpretación definitiva del personaje. "Nuestro Fisk es un niño y un monstruo", dijo D'Onofrio. "Cada movimiento que hace y todo lo que hace en nuestra historia proviene de su base de moralidad dentro de sí mismo". Cole Jensen interpreta a un joven Wilson Fisk.
DeKnight detalló que "Fisk tiene muchos aspectos diferentes así que no es todo. Quiero conquistar la ciudad y ganar mucho dinero". En nuestra historia contamos la historia de cómo conoció a su esposa Vanessa y cómo se enamoraron. amar". También dijo que "si estás buscando un drama criminal jugoso y multifacético, Wilson Fisk era la elección obvia para interpretar al antagonista... [él] realmente se sentía como el yin del yang correcto para Matt, y para lo que queríamos hacer esta temporada". Con respecto a que Fisk no sea llamado Kingpin durante la primera temporada, como lo es en los cómics, DeKnight explicó que "Creo que hay, me atrevo a decir, una masa crítica en la que las cosas se vuelven un poco tontas. Ya sabes si en los últimos cinco minutos dijimos: "¡Oh, lo llamaban Daredevil! ¡Oh, lo llamaron Kingpin!" Es demasiado. Además, no había una forma natural real de llegar a Kingpin. Se sentía un poco fuera de lugar. Hay un punto más adelante para llegar allí". Al hablar del estilo de lucha de Fisk, en comparación con el de Daredevil, el coordinador de especialistas de la serie, Philip J. Silvera, dijo que "siento que son casi dos caras de la misma moneda. Ambos están haciendo cosas por su ciudad. Y es algo complicado con sus dos personajes. Creo que cuando llevas al personaje de Fisk a cierto punto, simplemente se convierte en pura rabia, y todo el proceso de pensamiento se va por la ventana... La brutalidad es simplemente implacable con él. Cuando entra en este modo, Simplemente continúa hasta que termina. Y eso es todo. Él conducirá por ti. Ese es Kingpin, ese es D'Onofrio. Es un individuo muy suave y calculador, pero cuando sacas su ira, es como una excavadora".
Maslansky explicó que "Wilson Fisk tiene una apariencia específica. Sus elecciones reflejan el hombre que es y el hombre en el que se ha convertido. Al igual que con el vestuario de Matt Murdock, los cómics me influenciaron con la misma condición de que se sintieran auténticos y modernos. Vestimos a Fisk "En el estilo actual, que abarca una silueta esbelta. Es clásico y consistente. Su ropa fue hecha a medida por un sastre altamente calificado, Michael Andrews, que conoce bien los detalles del diseño moderno". Los accesorios importantes utilizados para Fisk en la serie son los gemelos de su padre, sobre los cuales Maslansky dijo: "[El padre de Fisk] los habría comprado en las décadas de 1950 o 1960, un diseño de mediados de siglo. Buscamos los gemelos vintage perfectos. Finalmente Aterricé en un par de plata de ley con un interesante espacio negativo. Sabíamos, por leer más adelante, que necesitaríamos muchos duplicados. Los rediseñé, añadiendo más detalles: una piedra de ojo de tigre y una parte de ella fundida en oro. Conservaron un aspecto de mediados de siglo, mejorado para volverse únicos en el mundo".

## Biografía del personaje ficticio

### Primeros años y jefe criminal
De niño, Wilson Fisk y su madre sufrieron abusos emocionales y físicos por parte de su padre, Bill Fisk, hasta que Fisk lo mató con un martillo. Su madre, Marlene Vistain, lo ayudó a encubrir el asesinato. Fisk crece queriendo hacer de Hell's Kitchen un lugar mejor, donde no haya gente "mala" como su padre, y planea comprar todo el barrio, demolerlo y reconstruirlo mejor.
En 2007, Fisk se consolida como un empresario criminal y se asocia con William Lopez y su banda, la Tracksuit Mafia. Desarrolla una estrecha relación con Maya Lopez, la hija de William, a quien trata como a una hija. Fisk también ayuda a Derek Bishop a superar una difícil situación financiera. En 2012, tras la Batalla de Nueva York y la muerte de Derek, Fisk se asocia con Eleanor Bishop, la esposa de Derek, para saldar la deuda de Derek.

### Luchando contra Daredevil
En 2015, Fisk recibe la oposición de los abogados Matt Murdock y Foggy Nelson. Su rivalidad con Daredevil (quien secretamente es Murdock) y su relación con Vanessa Marianna hacen que sus aliados pierdan la fe en él e intenten envenenar a Vanessa. Antes de ser expuesto por el periodista Ben Urich, Fisk lo mata. Su asistente, James Wesley, también es asesinado por la secretaria de Murdock, Karen Page. Sus negocios son expuestos al FBI por un denunciante protegido por Murdock. Intenta escapar, pero Daredevil lo derrota en combate y lo encarcela en la Isla Ryker.
Ocho meses después, Fisk intenta controlar a los reclusos mientras recibe la visita de su abogado Benjamin Donovan. Cuando Frank Castle es enviado a la Isla Ryker, Fisk lo manipula para que mate a un recluso rival que estaba al tanto del asesinato de la familia de Castle, y posteriormente orquesta su escape, tras haberle ordenado masacrar a un bloque de celdas entero.
En 2017, Fisk llega a un acuerdo con el agente del FBI Ray Nadeem para convertirse en su informante a cambio de un arresto domiciliario en el Hotel Presidencial y de que Vanessa no sea incriminada por los crímenes de Fisk. Fisk descubre la identidad de Murdock como Daredevil y empieza a convencer a algunos miembros del FBI, incluyendo a Benjamin "Dex" Poindexter, a quien contrata para hacerse pasar por Daredevil. Tras filtrarse un vídeo de Nadeem testificando póstumamente en su contra durante su boda con Vanessa, se ve envuelto en una pelea a tres bandas con Daredevil y Poindexter. Destroza la columna vertebral de Poindexter, pero Murdock lo derrota. Acepta un trato: regresar a la Isla de Ryker y no dañar a los seres queridos de Murdock a cambio de que Vanessa no sea procesada.

### Después del Blip
En 2018, Fisk sobrevivió al Blip. Para entonces, había sido absuelto del escándalo de corrupción del FBI. Reconstruyó su imperio criminal, aliándose con la Mafia del Chándal y reorganizando sus operaciones para llevar a cabo más actividades delictivas desde una base de operaciones remota, que también funcionaba como un taller mecánico llamado "Reparación de Autos Gordo". Durante este tiempo, Fisk envió a un informante para alertar al exvengador convertido en justiciero Clint Barton sobre las operaciones y el escondite de la Tracksuit Mafia, lo que le permitió matar a todos los miembros que residían allí, incluido William Lopez.
En 2021, Fisk comenzó a ser mentor de una Maya afligida y rebelde, alistándola en la Tracksuit Mafia, de la que posteriormente tomó el mando.

### Enfrentado por Maya Lopez
En diciembre de 2024, la hija de Eleanor, Kate, ayuda a Barton a desmantelar la Tracksuit Mafia. Conmocionada por la investigación de Barton, Eleanor intenta chantajear a Fisk para que termine su colaboración, ante lo cual Fisk envía a Kazi Kazimierczak y a la Tracksuit Mafia a matarla. También les ordena, a regañadientes, que maten también a Maya, después de que esta se enterara por Barton de que Fisk orquestó la muerte de su padre. En Nochebuena, Fisk localiza a Eleanor e intenta matarla, pero Kate lo detiene y lo derrota. Tras huir del lugar, Fisk se enfrenta a Maya, quien le dispara en la cabeza.
Cinco meses después, en 2025, Fisk sobrevive al disparo de Maya y se recupera en un hospital, con un parche en el ojo. Fisk ordena a sus hombres no matar a Maya y esa misma noche se reúne con ella y le ofrece su imperio si lo acompaña a Nueva York. Maya intenta matar a Fisk, pero se compadece de él cuando le confiesa que mató a su padre por maltratar a su madre. Tras negarse Maya a acompañarlo a Nueva York, Fisk secuestra a Chula y Bonnie y le dice que matará al resto de su familia. Maya, Chula y Bonnie luchan contra los hombres de Fisk, y Maya lleva a Fisk a un recuerdo de cuando su padre maltrataba a su madre, pidiéndole que devuelva el martillo y se libere del dolor. Fisk se niega a olvidar sus recuerdos del pasado y huye de nuevo. A su regreso a Nueva York, Fisk ve una noticia sobre el candidato ideal para el próximo alcalde de la ciudad de Nueva York, lo que despierta su interés.

### Alcalde de Nueva York
A finales de 2026, Fisk anuncia su intención de postularse a la alcaldía de Nueva York, con la esperanza de ir más allá de su imperio criminal, que Vanessa había estado dirigiendo durante su ausencia. Como parte de su campaña, se compromete a limpiar la ciudad de actividades justicieras. Cuenta con la ayuda de sus socios Sheila Rivera, Buck Cashman y Daniel Blake. Durante una reunión pública, Fisk se reencuentra con Murdock, quien se retiró del vigilantismo tras el asesinato de Nelson a manos de Poindexter un año antes. Fisk le advierte a Murdock que no vuelva a sus actividades como Daredevil. Fisk es elegido alcalde de la ciudad de Nueva York y confronta a Vanessa por su romance con un hombre llamado Adam, pero promete no matarlo debido a su cambio de opinión.
En 2027, él y Vanessa reciben terapia de pareja con la terapeuta Heather Glenn, quien también sale con Murdock. Él inicia la renovación del muelle de Red Hook, para convertirlo en un complejo industrial. Durante una fiesta con la alta sociedad neoyorquina, incluyendo al exprometido de Eleanor, Jack Duquesne, Fisk intenta proponer su proyecto de renovación de Red Hook a los asistentes, quienes rechazan sus iniciativas. Al ser informado sobre el asesino en serie Muse, Fisk reúne al Grupo de Trabajo Anti-Vigilantes (AVTF), compuesto por policías corruptos que usan el logo de Punisher de Castle, para tomar medidas fuera de la jurisdicción, para gran preocupación del Comisionado Gallo del Departamento de Policía de Nueva York. Fisk es informado sobre el regreso de Daredevil y la identidad de Muse, quien resulta ser Bastian Cooper, el cliente problemático de Glenn. Cuando Daredevil va a rescatar a Glenn de Cooper, Fisk envía a la Fuerza de Tarea de la Vida a su oficina. Cooper es asesinado por Glenn y Fisk le da el crédito a la Fuerza de Tarea de la Vida, declarándolos héroes públicamente. También hace que Blake amenace a la sobrina de Urich y a la periodista BB para que eliminen de su blog las menciones de testigos presenciales sobre la participación de Daredevil en el incidente.
Tras ser amenazado por Luca, uno de los jefes del crimen de las Cinco Familias, Fisk hace que Vanessa lo envíe a una trampa para que Cashman lo mate. Fisk le revela a Vanessa que tiene a Adam encarcelado y observa cómo ella lo mata, reafirmando su amor por Fisk. Durante un baile inaugural a beneficio del proyecto Red Hook, Murdock se lanza frente a Fisk para recibir una bala de Poindexter, quien había escapado de la custodia. Fisk le revela a Vanessa que sabe que ella contrató a Poindexter para matar a Nelson y envía a Cashman a matar a Murdock, quien se encuentra hospitalizado, quien escapa. Murdock y Page descubren los planes de Fisk de establecer una ciudad-estado en Red Hook. Fisk mata a Gallo después de que Rivera exponga su intento de socavar a Fisk. Fisk declara la ley marcial, prohíbe el vigilantismo y encarcela a Duquesne, Castle y otros disidentes en Red Hook.

## Apariciones
Fisk ha aparecido interpretado por Vincent D'Onofrio en cuatro series de televisión del UCM. Su primera aparición fue en la serie de Marvel Television, Daredevil (2015-2018), de Netflix.

## Recepción
La actuación de D'Onofrio como Fisk recibió elogios de la crítica, siendo destacada como uno de los aspectos mejor recibidos de Daredevil y de la serie de televisión Netflix de Marvel en su conjunto. Alex Abad-Santos de Vox lo llamó "lo mejor de la primera entrega [de la serie]". Jeet Heer, que escribe para The New Republic, describió la interpretación del MCU del personaje como "que cobró vida con una tímida dignidad y una amenaza contenida". mientras que Matt Patches de Esquire comentó que el programa "lleva tiempo matizar al personaje, algo inaudito para un villano del UCM. Fisk es un romántico, un idealista, un luchador, y no muy diferente de su oponente disfrazado. Hablando sobre su actuación en la última temporada de la serie, Mark Hughes de Forbes escribió que el actor lo dejó asombrado durante su actuación, afirmando que era "un papel que antes había pensado que era casi imposible de desempeñar porque no podía imaginar a ningún actor capturando el delicado equilibrio entre la villanía astuta, las vulnerabilidades secretas y algo más grande". Se requiere una presentación increíble para realmente acertar con el personaje. D'Onofrio no sólo demostró que estaba equivocado, sino que también logró mejorar un personaje que ya tenía décadas de historias excepcionales en los cómics con muchos arcos icónicos".

## Premios y nominaciones
En 2015, D'Onofrio fue nominado a Mejor Actor de Reparto en una Serie Dramática por su interpretación de Fisk en la temporada 1, en los EWwy Awards. Fue nuevamente nominado al Premio Saturno al Mejor Actor de Reparto en Televisión en 2016. El actor también fue nominado varias veces en los Premios IGN como "Mejor actor de televisión" y "Mejor villano de televisión", así como "Mejor interpretación dramática de televisión" en 2015 y 2018, respectivamente.